# Hartlaub-Gambit
|   | a | b | c | d | e | f | g | h |   |
| 8 |   |   |   |   |   |   |   |   | 8 |
| 7 |   |   |   |   |   |   |   |   | 7 |
| 6 |   |   |   |   |   |   |   |   | 6 |
| 5 |   |   |   |   |   |   |   |   | 5 |
| 4 |   |   |   |   |   |   |   |   | 4 |
| 3 |   |   |   |   |   |   |   |   | 3 |
| 2 |   |   |   |   |   |   |   |   | 2 |
| 1 |   |   |   |   |   |   |   |   | 1 |
|   | a | b | c | d | e | f | g | h |   |

Das Hartlaub-Gambit nach den Zügen 1. d2–d4 e7–e5 2. d4xe5 d7–d6
Das Hartlaub-Gambit ist eine nach Carl Hartlaub benannte Eröffnung im Schachspiel. Im Englischen wird sie als Blackburne-Hartlaub-Gambit bezeichnet. Sie entsteht aus dem Englund-Gambit und wird in der Eröffnungssystematik der ECO-Codes unter dem Schlüssel A40 klassifiziert. Das Gambit gilt als nicht korrekt und wird von Spitzenspielern daher nicht mehr gespielt. Im Amateurbereich ist es gelegentlich noch anzutreffen.

## Geschichte
Das Gambit entstand gegen Ende des 19. Jahrhunderts aus Versuchen, nach 1. e2–e4 in das Albin-Blackburne-Gambit oder Albins Gegengambit überzuleiten. Es wurde 1898 von Julius Thirring und von Carl Hartlaub in die europäische Turnierpraxis eingeführt. Zuvor hatte 1894 bereits der australische Meister Henry Charlick (* 1845; † 1916) den Zug in einer Fernpartie erprobt.
Eines der drei Bücher über Schacheröffnungen, welche der amerikanische Schachspieler Claude F. Bloodgood (* 1937; † 2001) als langjähriger Gefängnisinsasse verfasst hat, handelt das Hartlaub-Gambit ab.

## Hauptvarianten
Die Grundstellung des Gambits entsteht nach den Zügen (siehe auch: Schachnotation):
1. d2–d4 e7–e5!? (das Englund-Gambit)
2. d4xe5 d7–d6
Mögliche Varianten:
- 3. Sg1–f3 Lc8–g4
  - 4. e2–e4 Sb8–d7 (Albin-Blackburne-Gambit durch Zugumstellung)
  - 4. Lc1–f4 Sb8–c6
  - 4. Lc1–g5 Dd8–d7 5. e5xd6 Lf8xd6 6. Sb1–d2 ±[2]

Die Annahme des Bauernopfers:
- 3. e5xd6 Lf8xd6

2. … Sb8–c6 3. Sg1–f3 d7–d6 ist das Verzögerte Hartlaub-Gambit

## Beispiel
In der Partie Josef Emil Krejicek – Julius Thirring, Wien 1898 nahm Weiß das Bauernopfer im dritten Zug an. Schwarz gelang es, das Mattbild aus der Partie Morphy – Karl von Braunschweig und Graf Isoard, Paris 1858 mit vertauschten Farben zu wiederholen:
4. e2–e4 Sg8–f6 5. Lc1–g5 0–0 6. Dd1–f3 Ld6–e5 7. c2–c3 Dd8–d6 8. Lf1–c4 Tf8–d8 9. Lc4–b3 Lc8–g4 10. Df3–e3 Dd6–d1+ 11. Lb3xd1 Td8xd1# 0:1